# Énergie solaire au Mexique
L'énergie solaire au Mexique a connu une croissance très rapide à partir de 2014.
En 2023, la production d'électricité solaire photovoltaïque mexicaine atteint 5,1 % de la production totale d'électricité du pays (6 % en 2022). Le Mexique est en 2023 le 11e producteur mondial d'électricité photovoltaïque avec 1,7 % de la production mondiale. L'Agence internationale de l'énergie estime le taux de pénétration théorique du solaire photovoltaïque à 5,2 % de la consommation totale d'électricité du Mexique fin 2022.
La puissance installée photovoltaïque du Mexique se situe en 2022 au 15e rang mondial, avec 0,7 % du total mondial.

## Potentiel solaire

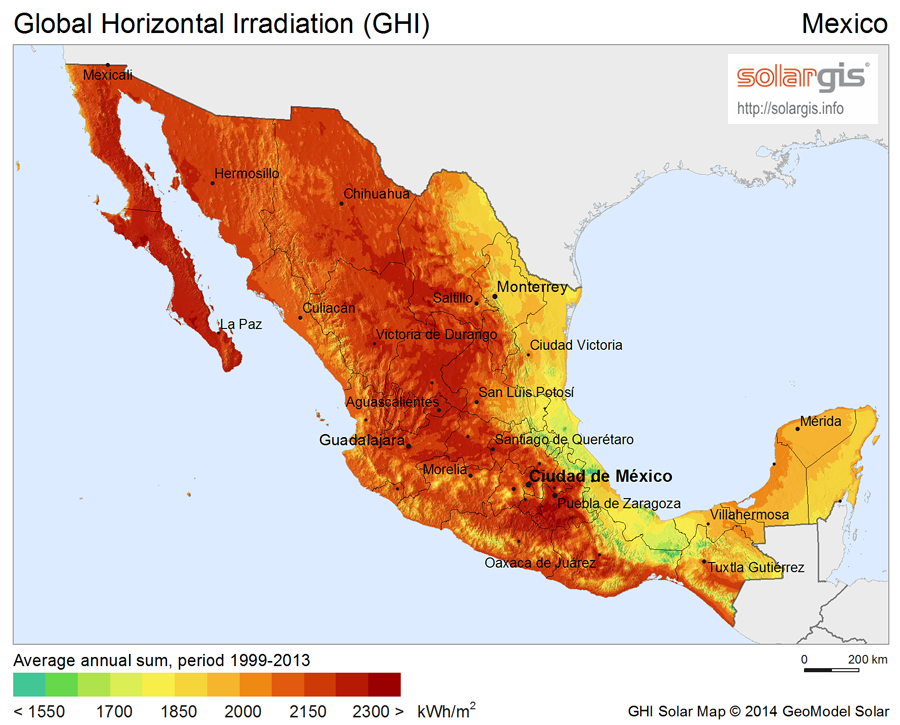
Carte de l'irradiation horizontale globale au Mexique, SolarGIS © 2014 GeoModel Solar.

Le potentiel solaire du Mexique est parmi les meilleurs au monde : l'irradiation horizontale globale moyenne (GHI) est d'environ 5 kWh/m2/jour, supérieure de 60 % à celle de l'Allemagne et équivalente à 50 fois la production annuelle d'électricité du Mexique ; 70 % du territoire a une GHI supérieure à 4,5 kWh/m2/jour.

## Production
En 2023, la production d'électricité solaire photovoltaïque atteint 18 211 GWh, soit 5,1 % de la production totale d'électricité du pays. En 2022, elle s'élevait à 20 542 GWh, soit 6,0 % de la production totale. En 2019, elle avait quintuplé, passant de 0,4 % à 2,1 % de la production totale.
Le Mexique est en 2023 le 11e producteur mondial d'électricité photovoltaïque avec 1,7 % de la production mondiale.
L'Agence internationale de l'énergie estime le taux de pénétration théorique du solaire photovoltaïque à 5,6 % de la consommation totale d'électricité du Mexique fin 2023 ; cette estimation est basée sur la puissance installée au 31/12/2023, donc supérieure à la production réelle de l'année ; cet indicateur de pénétration du solaire place le pays au 27e rang mondial, loin derrière l'Espagne (21,1 %), les Pays-Bas (20,5 %) et le Chili (19,5 %) ; les États-Unis (6,0 %) et la France (5,8 %) l'ont dépassé récemment.
| Année | Production (GWh) | Accroissement | Part prod.élec. |
| 2013  | 106              |               | 0,04 %          |
| 2014  | 221              | +108 %        | 0,07 %          |
| 2015  | 239              | +8 %          | 0,08 %          |
| 2016  | 464              | +94 %         | 0,14 %          |
| 2017  | 1 085            | +134 %        | 0,34 %          |
| 2018  | 1 363            | +26 %         | 0,38 %          |
| 2019  | 7 057            | +418 %        | 2,1 %           |
| 2020  | 9 115            | +29 %         | 2,9 %           |
| 2021  | 13 010           | +43 %         | 3,4 %           |
| 2022  | 20 542           | +58 %         | 6,0 %           |
| 2023  | 18 211           | -11 %         | 5,1 %           |

## Puissance installée

Évolution de la puissance installée photovoltaïque au Mexique.

En 2022, le Mexique a installé 680 MWc de photovoltaïque, loin derrière les États-Unis (18,6 GWc), le Brésil (9,9 GWc) et le Chili (1,8 GWc), portant sa puissance installée à 8,2 GWc, au 15e rang mondial, avec 0,7 % du total mondial.
| Année | Puissance installée dans l'année | Puissance installée cumulée | Accroissement |
| 2015  |                                  | 246                         |               |
| 2016  | 143                              | 389                         | +58 %         |
| 2017  | 150                              | 539                         | +39 %         |
| 2018  | 2 700                            | 3 240                       | +501 %        |
| 2019  | 1 000                            | 4 200                       | +30 %         |
| 2020  | 1 500                            | 5 700                       | +35 %         |
| 2021  | 1 800                            | 7 500                       | +32 %         |
| 2022  | 680                              | 8 200                       | +9 %          |

En 2016, la puissance installée solaire du Mexique s'est accrue de 143 MWc, portant sa puissance cumulée à 389 MWc, surtout des installations en toit d'immeuble favorisées par le programme de net metering ; mais les centrales solaires de taille commerciale vont prendre le relais à partir de 2017, plusieurs centaines de MW attendus en 2016 ayant subi des retards. Les lois sur l'industrie électrique et sur la transition énergétique promulguées en décembre 2015 ont établi le cadre réglementaire pour le développement massif du photovoltaïque et des autres énergies renouvelables. Deux appels d'offres ont été organisés en 2016, débouchant sur la sélection de 3,3 GWc de projets, avec des prix moyens de 51,3 $/MWh lors du premier appel d'offres et de 33 $/MWh lors du 2e ; de plus, la Commission de régulation de l'énergie a autorisé 9,4 GWc de projets ; le pays pourrait être le premier à dépasser le GW installé en Amérique latine. Le prix le plus compétitif au monde observé lors des appels d'offres éoliens en 2017 a été obtenu au Mexique : 20,6 $/MWh.
Grâce à la législation visant à réduire les émissions de CO2 de 30 % d'ici 2020 et à la National Energy Strategy pour 2013-2027 adoptée en avril 2013 qui estime que 6 GW de solaire pourraient être développés d'ici 2020, l'analyste GTM prévoyait fin 2013 une forte accélération des installations en 2014 ; 219 MW étaient alors en construction, dont près de la moitié dans le sud de l'état de Basse-Californie. D'autres états prometteurs sont le Yucatan et Sonora, où des projets pour un total de 280 MW ont été annoncés.

## Principales centrales
La centrale solaire de Sonora Energy Group de Hermosillo SA (SEGH) à Puerto Libertad dans l'état de Sonora devait être étendue de 39 à 47 MW en 2013.
En juillet 2019, le français EDF Renouvelables met en service une centrale solaire d’une capacité de 199 MW dans l’état du Sonora.